# Volta a la Comunitat Valenciana 1988
La Volta a la Comunitat Valenciana 1988, quarantaseiesima edizione della corsa, si svolse dal 16 al 21 febbraio su un percorso di 696 km ripartiti in 5 tappe (la quarta suddivisa in due semitappe) più un cronoprologo, con partenza a Altea e arrivo a Valencia. Fu vinta dallo svizzero Erich Mächler della Carrera-Vagabond davanti agli spagnoli Julián Gorospe e Jesús Blanco Villar.

## Tappe
| Tappa  | Data        | Percorso                                      | km   | Vincitore di tappa | Leader cl. generale |
| ------ | ----------- | --------------------------------------------- | ---- | ------------------ | ------------------- |
| Prol.  | 16 febbraio | Altea > Altea (cron. individuale)             | 6,5  | Erich Mächler      |                     |
| 1ª     | 17 febbraio | Altea > Cocentaina                            | 173  | Rolf Gölz          |                     |
| 2ª     | 18 febbraio | Cocentaina > Gandia                           | 156  | Frans Maassen      |                     |
| 3ª     | 19 febbraio | Gandia > Castellón de la Plana                | 191  | Mathieu Hermans    |                     |
| 4ª-1ª  | 20 febbraio | Castellón de la Plana > Masamagrell           | 94   | Marc Gomez         |                     |
| 4ª-2ª  | 20 febbraio | Masamagrell > Masamagrell (cron. individuale) | 15,2 | Erich Mächler      |                     |
| 5ª     | 21 febbraio | Valencia > Valencia                           | 60   | Mathieu Hermans    | Erich Mächler       |
| Totale | Totale      | Totale                                        | 696  |                    |                     |

## Dettagli delle tappe

### Prologo
- 16 febbraio: Altea > Altea (cron. individuale) – 6,5 km

| Pos. | Corridore           | Squadra  | Tempo |
| ---- | ------------------- | -------- | ----- |
| 1    | Erich Mächler       | Carrera  | 8'14" |
| 2    | Jesús Blanco Villar | Teka     | a 6"  |
| 3    | Julián Gorospe      | Reynolds | s.t.  |

| Pos. | Corridore | Squadra | Tempo |
| ---- | --------- | ------- | ----- |

### 1ª tappa
- 17 febbraio: Altea > Cocentaina – 173 km

| Pos. | Corridore         | Squadra      | Tempo    |
| ---- | ----------------- | ------------ | -------- |
| 1    | Rolf Gölz         | Superconfex  | 5h23'43" |
| 2    | Sean Kelly        | Kas-Canal 10 | s.t.     |
| 3    | Alfonso Gutiérrez | Teka         | s.t.     |

| Pos. | Corridore | Squadra | Tempo |
| ---- | --------- | ------- | ----- |

### 2ª tappa
- 18 febbraio: Cocentaina > Gandia – 156 km

| Pos. | Corridore            | Squadra     | Tempo    |
| ---- | -------------------- | ----------- | -------- |
| 1    | Frans Maassen        | Superconfex | 3h50'04" |
| 2    | Rolf Gölz            | Superconfex | a 4"     |
| 3    | José Enrique Carrera | Reynolds    | s.t.     |

| Pos. | Corridore | Squadra | Tempo |
| ---- | --------- | ------- | ----- |

### 3ª tappa
- 19 febbraio: Gandia > Castellón de la Plana – 191 km

| Pos. | Corridore            | Squadra    | Tempo    |
| ---- | -------------------- | ---------- | -------- |
| 1    | Mathieu Hermans      | Caja Rural | 4h28'45" |
| 2    | Alfonso Gutiérrez    | Teka       | s.t.     |
| 3    | Antonio Esparza Sanz | Caja Rural | s.t.     |

| Pos. | Corridore | Squadra | Tempo |
| ---- | --------- | ------- | ----- |

### 4ª tappa - 1ª semitappa
- 20 febbraio: Castellón de la Plana > Masamagrell – 94 km

| Pos. | Corridore       | Squadra      | Tempo    |
| ---- | --------------- | ------------ | -------- |
| 1    | Marc Gomez      | Fagor-MBK    | 2h17'09" |
| 2    | Mathieu Hermans | Caja Rural   | s.t.     |
| 3    | Sean Kelly      | Kas-Canal 10 | s.t.     |

| Pos. | Corridore | Squadra | Tempo |
| ---- | --------- | ------- | ----- |

### 4ª tappa - 2ª semitappa
- 20 febbraio: Masamagrell > Masamagrell (cron. individuale) – 15,2 km

| Pos. | Corridore      | Squadra     | Tempo  |
| ---- | -------------- | ----------- | ------ |
| 1    | Erich Mächler  | Carrera     | 19'43" |
| 2    | Julián Gorospe | Reynolds    | a 7"   |
| 3    | Rolf Gölz      | Superconfex | a 17"  |

| Pos. | Corridore | Squadra | Tempo |
| ---- | --------- | ------- | ----- |

### 5ª tappa
- 21 febbraio: Valencia > Valencia – 60 km

| Pos. | Corridore         | Squadra      | Tempo    |
| ---- | ----------------- | ------------ | -------- |
| 1    | Mathieu Hermans   | Caja Rural   | 1h27'47" |
| 2    | Noël Dejonckheere | Seur         | s.t.     |
| 3    | Sean Kelly        | Kas-Canal 10 | s.t.     |

| Pos. | Corridore           | Squadra  | Tempo     |
| ---- | ------------------- | -------- | --------- |
| 1    | Erich Mächler       | Carrera  | 17h55'20" |
| 2    | Julián Gorospe      | Reynolds | a 13"     |
| 3    | Jesús Blanco Villar | Teka     | a 25"     |

## Classifiche finali

### Classifica generale
| Pos. | Corridore           | Squadra          | Tempo     |
| ---- | ------------------- | ---------------- | --------- |
| 1    | Erich Mächler       | Carrera-Vagabond | 17h55'20" |
| 2    | Julián Gorospe      | Reynolds         | a 13"     |
| 3    | Jesús Blanco Villar | Teka             | a 25"     |